# Kaaris
Kaaris, pseudonimo di Okou Armand Gnakouri (Cocody, 30 gennaio 1980), è un rapper francese.

## Biografia
Nato in Cocody (Abidjan, Costa d'Avorio), è cresciuto in Francia a Rougemont, quartiere del comune di Sevran, nel dipartimento 93 (Senna-Saint-Denis) facente parte della regione dell'Île-de-France.
Si avvicina al rap a fine anni '90 con il nome Fresh. Nel 2003 abbandona la musica e torna nel paese natale, per stare con il fratello durante gli anni della guerra civile ivoriana. Nel 2007, al termine del conflitto, fa ritorno in Francia e si riavvicina al rap come Kaaris, pubblicando un mini album dal titolo 43e BIMA che però resta nell'anonimato. Successivamente entra nel giro del team di produzione Galaktic Beat, grazie ai quali inizia a farsi conoscere in virtù delle apparizioni sulle loro compilation e dei featuring con artisti conosciuti nell'underground, come per esempio Despo Rutti.
La svolta arriva quando conosce il rapper Booba, superstar del rap francese, che lo invita a partecipare al mixtape Autopsie 4 nel 2011. Nel 2012 Kaaris pubblica il suo mixtape Z.E.R.O. che ottiene riscontri molto positivi e, nello stesso anno, collabora ancora con Booba sul disco Futur ottenendo grande visibilità. Per sua stessa ammissione, le collaborazioni con Booba sono fondamentali per dare slancio al suo percorso musicale (anche se poi le loro strade si divideranno).
A questo punto viene messo sotto contratto dall'etichetta Therapy Music, fondata dal team di produttori Therapy 2093 & 2031, e nel 2013 pubblica il primo disco ufficiale sotto Universal: Or Noir, che esce il 21 ottobre. L'album ottiene il disco d'oro in Francia (più di 50 000 copie vendute) e nel 2014 viene pubblicato in una riedizione dal titolo Or Noir Part II contenente anche un disco di inediti.
Il 30 marzo 2015 pubblica Le Bruit de Mon Âme con Therapy Music/Def Jam France, disco che contiene il brano Crystal realizzato in collaborazione con il rapper americano Future.. Il 16 ottobre dello stesso anno pubblica il mixtape Double Fuck.
L'11 novembre 2016 esce il terzo album ufficiale di Kaaris dal titolo Okou Gnakouri. L'album comprende la traccia 2.7 Zero 10.17 realizzata insieme al rapper americano Gucci Mane. In soli tre mesi, l'album viene certificato disco di platino.
Il 1º agosto 2018 è protagonista di una violenta rissa con il rapper Booba all'aeroporto di Orly, nella zona duty-free davanti a centinaia di testimoni. Il tutto culmina con diverse decine di migliaia di euro di danni provocati e con la denuncia dei due rapper e dei rispettivi entourage, posti in custiodia cautelare in attesa del processo fissato ai primi di settembre. Questo episodio, riportato anche dalla stampa italiana, è il culmine di una "faida" che prima di allora si era protratta per alcuni anni con insulti reciproci solo sui social network e in alcune canzoni. La sentenza arriva ai primi di ottobre e vede i due rapper condannati a 18 mesi con condizionale e al pagamento di 50000 euro di danni. A dicembre, attraverso i propri social, Booba sfida pubblicamente Kaaris in un incontro di MMA per chiudere definitivamente la disputa tra i due.

## Discografia

### Album ufficiali
- 2013 – Or Noir
- 2015 – Le Bruit de Mon Âme
- 2016 – Okou Gnakouri
- 2017 – Dozo
- 2018 – Or Noir 3
- 2020 – 2.7.0
- 2022 – SVR (con Kalash Criminel)
- 2023 – Day One

### Altro
- 2007: 43e BIMA (street album)
- 2012: Z.E.R.O. (mixtape)
- 2014: Or Noir Part II (riedizione con inediti)
- 2015: Double Fuck (mixtape)
- 2021: 2.7.0 - Château noir (riedizione con inediti)

## Filmografia
- Fastlife (2014)[14]
- Braqueurs, regia di Julien Leclercq (2015)[15]
- Overdrive, regia di Antonio Negret (2017)
- The Bouncer - L'infiltrato (2018)
- Rogue City (Bronx), regia di Olivier Marchal (2020)
- Re dell'ombra (In His Shadow), regia di Marc Fouchard (2023)